# VfB Fallersleben
Der VfB Fallersleben ist ein Sportverein aus dem Wolfsburger Stadtteil Fallersleben. Die erste Fußballmannschaft spielte sieben Jahre in der höchsten niedersächsischen Amateurliga.

## Geschichte
Der Verein wurde im Jahre 1861 als MTV Fallersleben gegründet und zählt damit zu den ältesten Turnvereinen Deutschlands. Im April 1921 wurde beim MTV eine Spielabteilung gegründet. Am 2. April 1920 gründete sich der SV Fallersleben, der sich am 18. Mai 1923 dem MTV anschloss. Nach dem Zweiten Weltkrieg wurde der MTV aufgelöst. Am 2. August 1945 erfolgte die Gründung des heutigen VfB Fallersleben, der mehr als 3000 Mitglieder in 14 Abteilungen vorzuweisen hat.
Die Fußballer gehörten im Jahre 1953 zu den Gründungsmitgliedern der Amateurliga 7 und sicherten sich die erste Meisterschaft. In der folgenden Aufstiegsrunde gelang der Aufstieg in die Amateuroberliga Niedersachsen-Ost. In den ersten beiden Jahren konnte sich der VfB jeweils als Drittletzter nur knapp vor dem Abstieg retten, ehe 1957 und 1958 jeweils Platz zehn erreicht wurde. 1959 musste der VfB nach einer 1:3-Niederlage im Entscheidungsspiel gegen den SVG Göttingen 07 absteigen. Nach mehreren Jahren im Mittelfeld der Amateurliga qualifizierte sich der VfB im Jahre 1964 als Vizemeister hinter dem SC Uelzen 09 für die neu geschaffene Verbandsliga Ost, aus der die Mannschaft 1966 abstieg.
In den 1990er Jahren erlebte der VfB eine sportliche Renaissance. 1993 übernahm Michael Geiger das Traineramt und führte sein Team zwei Jahre später in die Landesliga Braunschweig. Im Jahre 2004 wurde der VfB nur aufgrund des schlechteren Torverhältnis gegenüber dem TSV Helmstedt Vizemeister. Zwei Jahre später wurde die Mannschaft schließlich Meister und stieg in die Niedersachsenliga Ost auf. Für zwei Jahre hielt sich der VfB im niedersächsischen Oberhaus. Im Jahre 2011 stiegen die Fallerslebener aus der Landesliga ab, bis am 18. Mai 2014 durch ein 2:0 gegen den SV Sprakensehl der Wiederaufstieg gelang.
Nach einem chaotischen Jahr mit vier Trainern, einem kompletten Umbruch in der Mannschaft und in der Fußballsparte musste der VfB im Sommer 2015 wieder in die Bezirksliga absteigen, wo der VfB anschließend direkt in die Kreisliga durchgereicht wurde. Im Sommer 2019 gelang dem VfB nach drei Jahren Abstinenz der Wiederaufstieg in den Bezirk. Dort gelang es der Mannschaft, sich zu etablieren und nach einer Vize-Meisterschaft 2023 gelang schließlich ein Jahr später nach neun Jahren die Rückkehr in die Landesliga.

## Persönlichkeiten
- Uwe Erkenbrecher
- Michael Geiger
- Mike Könnecke
- Jan Schanda
- René Wegner